# 자말레크 SC

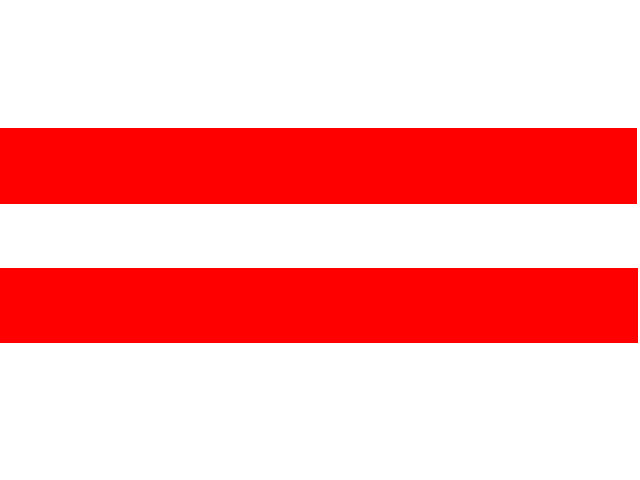

자말레크 스포팅 클럽(영어: Zamalek Sporting Club, 아랍어: نادي الزمالك) 또는 자말레크 SC(Zamalek SC)는 이집트 카이로를 연고로 하는 축구 클럽 팀이다. 또한 자말레크 SC는 카이로를 연고로 하는 알아흘리와 라이벌 관계에 있다.

## 클럽 명칭 역사
- 1911–1913: 카스르 엘 닐 (Kasr El-Nil)
- 1913–1940: 엘 모크탈라트 (El-Mokhtalat)
- 1940–1952: 파루크 (Farouk)
- 1952-현재: 엘 자말레크 (El-Zamalek)

## 우승 경력

### 이집트 국내 대회 우승
- 이집트 프리미어리그

우승 (14): 1960, 1964, 1965, 1978, 1984, 1988, 1992, 1993, 2001, 2003, 2004, 2015, 2021, 2022
- 이집트 컵

우승 (24): 1922, 1932, 1935, 1938, 1941, 1943, 1944, 1952, 1955, 1957, 1958, 1959, 1960, 1962, 1975, 1977, 1979, 1988, 1999, 2002, 2008, 2013, 2014, 2015
- 이집트 슈퍼컵

우승 (2): 2001, 2002

### 국제 대회 우승
- CAF 챔피언스리그

우승 (5): 1984, 1986, 1993, 1996, 2002
- 아프리칸 컵위너스컵

우승 (1): 2000
- CAF 슈퍼컵

우승 (3): 1994, 1997, 2003
- 아프로 아시안 클럽 챔피언십

우승 (2): 1987, 1997
- 아랍 컵위너스컵

우승 (1): 2003

## 선수 명단

### 현역
참고: FIFA 자격 규정에 따라 소속된 국가대표팀 국기를 표시합니다. 선수는 복수의 FIFA 비회원국 국적을 가지고 있을 수 있습니다.
| 번호 | 포지션 | 국적   | 이름              |
| ---- | ------ | ------ | ----------------- |
| 3    | DF     | 모로코 | 마흐무드 벤타이그 |

| 번호 | 포지션 | 국적   | 이름            |
| ---- | ------ | ------ | --------------- |
| 30   | FW     | 튀니지 | 세이페딘 자지리 |

## 역대 감독
| 감독              | 임기        |
| ----------------- | ----------- |
| 압둘라흐만 파우지 | 1947 ~ 1956 |
| 데이브 매카이     | 1991 ~ 1993 |
| 베르너 올크       | 1995 ~ 1997 |
| 뤼트 크롤         | 1997 ~ 1999 |
| 넬루 빙가다       | 2003 ~ 2004 |
| 뤼트 크롤         | 2007 ~ 2008 |
| 앙리 미셸         | 2009        |
| 미도              | 2014        |
| 자이므 파셰쿠     | 2014        |
| 미도              | 2016        |
| 에하브 갈랄       | 2018        |
| 자이므 파셰쿠     | 2020 ~ 2021 |
| 오토 피스터       | 불명        |